# Myrmarachne corpuzrarosae
Myrmarachne corpuzrarosae är en spindelart som beskrevs av Barrion, Litsinger 1981. Myrmarachne corpuzrarosae ingår i släktet Myrmarachne och familjen hoppspindlar. Inga underarter finns listade i Catalogue of Life.